# 온라인 포커

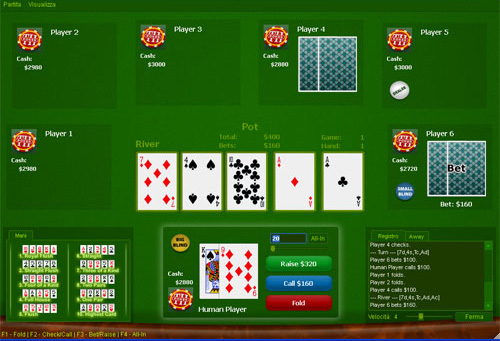
오픈 소스 PokerTH 테이블의 스크린샷

온라인 포커(Online poker)는 온라인으로 하는 포커 게임이다. 해외엔 큰 규모의 포커룸들이 많지만 한국에는 보편화되어 있지 않다.
전 세계적으로 포커 플레이어 수가 크게 증가한 데 부분적으로 책임이 있다. 크리스티안센 캐피탈 어드바이저Christiansen Capital Advisors)는 온라인 포커 수익이 2001년 8,270만 달러에서 2005년 24억 달러로 증가했다고 밝혔으며 DrKW와 글로벌 베팅 앤드 게이밍 컨설턴트(Global Betting and Gaming Consultants)가 실시한 설문 조사에서는 2004년 온라인 포커 수익이 14억 달러라고 주장했다. 인터넷 게임에 관한 미국 상원의 증언에서 미국 회계 법인 조지프 이브(Joseph Eve)를 대표하는 공인 회계사인 그랜트 아이(Grant Eve)는 도박을 하는 4달러 중 1달러가 온라인 도박이라고 추정했다.
카지노 및 포커 룸과 같이 포커를 하기 위한 전통적인("오프라인", B&M, 라이브, 지상 기반) 장소는 초보자 플레이어에게 위협적일 수 있으며 종종 지리적으로 다른 위치에 있다. 또한 오프라인 카지노는 포커를 통해 수익을 내기 어렵기 때문에 포커 홍보를 꺼린다. 전통적인 카지노의 레이크 또는 시간 요금은 종종 높지만 포커룸 운영의 기회 비용은 훨씬 더 높다. 벽돌과 박격포 카지노는 종종 포커룸을 없애고 더 많은 슬롯머신을 추가함으로써 훨씬 더 많은 돈을 벌고 있다. 예를 들어, 게임 회계 회사인 조지프 아이의 수치에 따르면 포커는 오프라인 카지노 수익의 1%를 차지한다.
대조적으로 온라인 장소는 오버헤드 비용이 훨씬 적기 때문에 훨씬 저렴하다. 예를 들어, 다른 테이블을 추가해도 벽돌과 박격포 카지노처럼 소중한 공간을 차지하지 않는다. 온라인 포커 룸은 또한 플레이어가 낮은 판돈(최저 1¢/2¢)으로 플레이할 수 있도록 하며 종종 포커 프리롤 토너먼트(참가비가 없는 곳)를 제공하여 초보자 및 덜 부유한 고객을 유치한다.
온라인 장소는 특정 유형의 사기, 특히 플레이어 간의 결탁에 더 취약할 수 있다. 그러나 그들은 벽돌과 박격포 카지노에 존재하지 않는 담합 탐지 능력을 가지고 있다. 예를 들어, 온라인 포커 룸 보안 직원은 사이트의 모든 플레이어가 이전에 플레이한 카드의 손 기록을 볼 수 있으므로 공모 플레이어가 아무도 모르게 손을 접을 수 있는 카지노에서보다 행동 패턴을 더 쉽게 감지할 수 있다. 온라인 포커 룸은 또한 플레이어의 IP 주소를 확인하여 같은 집이나 알려진 공개 프록시 서버의 플레이어가 같은 테이블에서 플레이하는 것을 방지한다. 또한 디지털 장치 핑거프린팅을 통해 포커 사이트는 이전 계정 금지, 제한 및 폐쇄를 우회하려는 시도로 새 계정을 만드는 플레이어를 인식하고 차단할 수 있다.

## 같이 보기
- 분류:포커 회사